# Захарята (Советский район)
 Захарята  — деревня в Советском районе Республики Марий Эл. Входит в состав Вятского сельского поселения.

## География
Находится в центральной части республики Марий Эл на расстоянии приблизительно 17 км по прямой на север-северо-восток от районного центра посёлка Советский.

## История
Известна с 1883 года как деревня Исюйка Нижняя (Захарята) с 11 дворами. В 1905 году в 10 домах проживали 66 человек. В советское время работали колхозы «Свобода», «Урал», подсобное хозяйство Марийского машиностроительного завода, позднее СПК «Рассвет».

## Население
Население составляло 114 человек (54 % мари, 46 % русские) в 2002 году, 78 в 2010.